# سایو مورتینهو (۱۵۸۰)
سایو مورتینهو (۱۵۸۰) (به انگلیسی: São Martinho (1580)) یک کشتی است که طول آن ۱۸۰ فوت (۵۵ متر) می‌باشد.